# 오하드 에트구다크
오하드(아일랜드어: Eochaid) 또는 오후 에트구다크(아일랜드어: Eochu Étgudach) 또는 에트게다크(아일랜드어: Etgedach)는 밀레시안의 아르드리 중 한 명이다. 다레 뎀헤크의 아들로 밀레 에스파네의 조카 루가드 막 이하의 후손이다. 《에린 침략의 서》에 따르면 전임 아르드리 티게른마스가 크롬 크루어히 신에 대한 숭배 의식을 하던 와중 에린 인구의 4분의 3과 함께 사망하자 나머지 4분의 1을 데리고 왕위를 계승했다. 그는 옷에 사용할 수 있는 색깔의 가짓수로 신분을 구분하는 제도를 만들었다. 노예의 옷 색깔은 한가지 단색이었고 왕이나 왕비는 일곱 가지 색을 사용했다. 4년 동안 에린을 다스리다가 타라에서 벌어진 전투에서 케름나 핀에게 살해당했고, 케름나는 자기 형제 소바르케왕 함께 공동으로 아르드리의 위에 올랐다. 오하드 에트구다크의 치세는 아시리아의 에우팔레스와 동시기라고 한다. 제프리 키팅은 그의 치세를 기원전 1159년 ~ 기원전 1155년으로, 《에린 왕국 연대기》는 티게른마스가 죽고 오하드가 즉위하기까지 7년의 공백기를 두어 기원전 1537년 ~ 기원전 1533년으로 비정하고 있다.
| 전임 티게른마스 | 에린의 지고왕 AFM 기원전 1537년 ~ 기원전 1533년 FFE 기원전 1159년 ~ 기원전 1155년 | 후임 소바르케와 케름나 핀 |